# Concilium Plenarium Americæ Latinæ

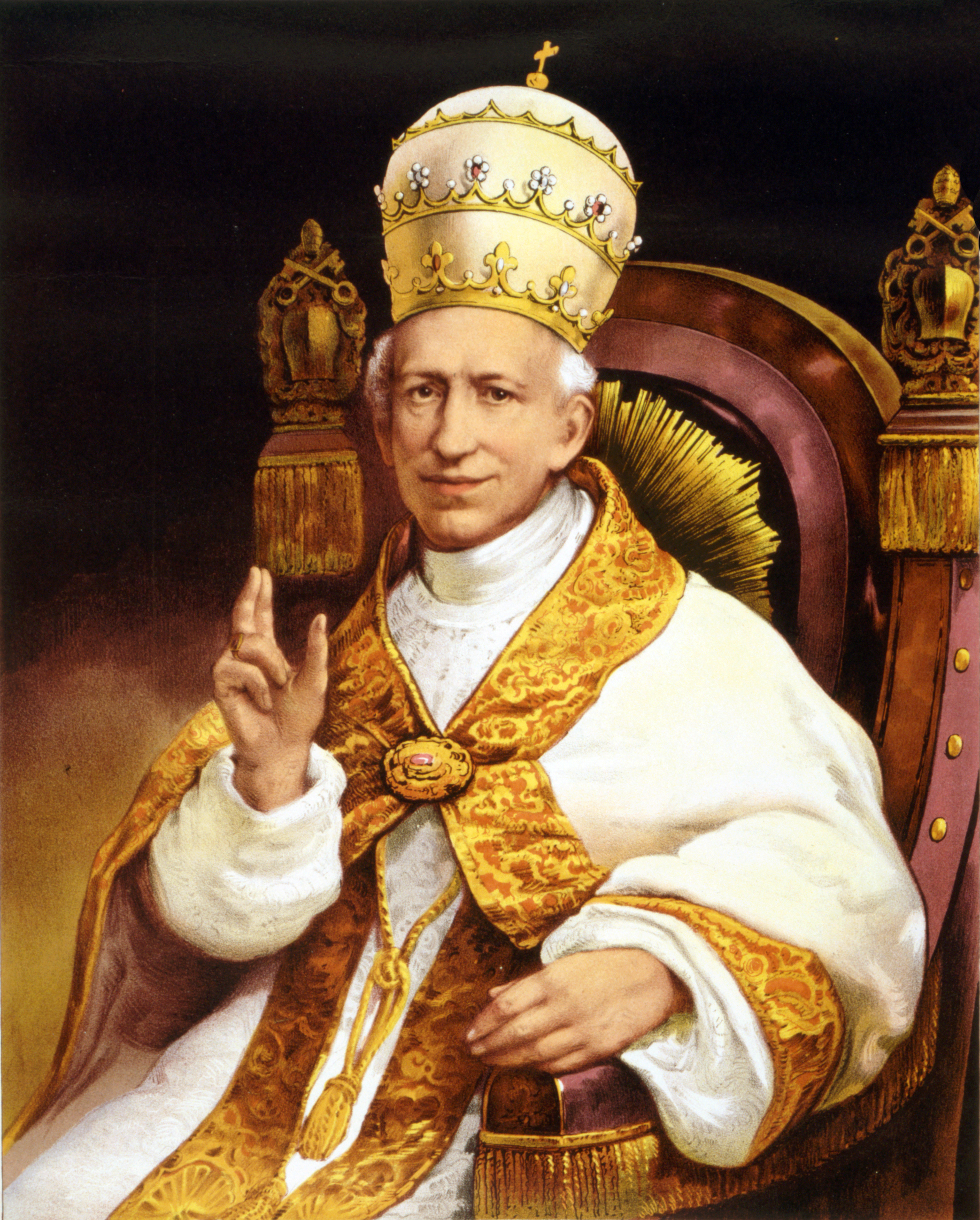
Papa Leão XIII, responsável pela convocação do Concílio Plenário da América Latina em 1898.

O Concilium Plenarium Americæ Latinæ ou Concílio Plenário da América Latina foi um concílio convocado pelo Papa Leão XIII por meio da Carta Apostólica Cum diuturnum (de 25 de dezembro de 1898) e realizado em Roma entre 28 de maio a 9 de julho de 1899, cuja versão original latina foi publicada em 1900. Esse concílio, que estabeleceu um novo código jurídico eclesiástico para a América Latina, substituindo documentos provinciais como as Constituições Primeiras do Arcebispado da Bahia (12 de junho de 1707), teve a função de fortalecer a romanização do catolicismo nessa região do mundo e coibir as tradições religiosas locais, especialmente o uso dos idiomas vernaculos e os cânticos religiosos populares. 

## Significado doConcílio Plenário da América Latina
O documentos eclesiásticos mais amplos aplicados diretamente ao Brasil foram inicialmente as Constituições Primeiras do Arcebispado da Bahia, promulgadas em 12 de junho de 1707 pelo Arcebispo Dom Sebastião Monteiro da Vide (aceitas nas demais dioceses erigidas nos séculos XVIII e XIX), em vigor até a realização do Concílio Plenário da América Latina, de 9 de junho de 1899, substituído pelo Concílio Plenário do Brasil (1939), que tornou-se o primeiro código jurídico-eclesiástico exclusivo para o Brasil. Os três documentos deram ênfase à música sacra, como parte da identidade das respectivas regiões geográficas sob administração da Igreja Católica.

## Os indígenas no Concílio Plenário da América Latina
As proposições sobre a missão com os povos indígenas contidas nas Actas y Decretos del Concilio Plenario de la América Latina são relevantes porque permitem vislumbrar as concepções eclesiásticas que orientavam a missão indígena na América Latina no final do século XIX até a primeira metade do século XX. Em todo o Documento eclesial (como chamamos as Actas y Decretos) há 10 artigos referentes à missão indígena, os quais estão presentes em três títulos: Título V - Sacramentos; Título VII - Formação do Clero; Título XI - Zelo pelo Bem das Almas e Caridade Cristã. 
No título V, sobre os Sacramentos, o capítulo V, que trata da Penitência, apresenta o Artigo 547 que recomenda aos padres conhecer a língua vulgar da região onde exercem o sacerdócio, especialmente para praticarem o ministério da confissão (também chamado de penitência). Nesse sentido, o Documento eclesial seguiu a mesma orientação do antigo Concílio Mexicano que recomendou aos padres aprender a língua indígena plenamente, já que os nativos não falavam a língua dos sacerdotes (cf. Artigo 548).
No título VII, sobre a Formação do Clero, o capítulo II trata dos Seminários Menores, ou seja, Seminários voltados para a primeira fase de estudo e preparação de jovens para o ministério sacerdotal. Nesses Seminários, conforme o Artigo 619, os estudantes deviam adquirir noções das línguas indígenas para futuramente melhor administrar os sacramentos.
No mesmo título VII, o capítulo III trata dos Seminários Diocesanos Maiores, ou seja, Seminários voltados para a última etapa de formação para o sacerdócio. Nesses Seminários, conforme o Artigo 627, além do estudo da teologia (dogmática, bíblica, pastoral, litúrgica, direito canônico, história eclesiástica etc.), os estudantes deveriam se aperfeiçoar no estudo das línguas indígenas iniciado no Seminário Menor para poder administrar bem os sacramentos.
No título XI, sobre o Zelo pelo Bem das Almas e Caridade Cristã, o capítulo II trata das Diversas classes de pessoas, entre as quais os povos indígenas que aparecem na condição de público-alvo das missões religiosas. Assim, o Artigo 766 mostra os padres do Concílio Plenário da América Latina exortando os padres-pregadores das Santas Missões a continuar atuando junto aos povos indígenas para "tirá-los das sombras da morte e trazê-los para a luz da verdade e da civilização cristã". Nessa missão, os padres não deveriam hesitar em abandonar o conforto nem se expor aos perigos ou arriscar a própria vida pelas “ovelhas perdidas” caso fosse preciso, tudo isso em prol do reino de Cristo.
No mesmo título XI, o capítulo III sobre as Santas Missões aos Infiéis é o que apresenta o maior número de artigos relacionados à missão indígena.
O Artigo 770 esclarece que o maior dever das autoridades (eclesiástica e civil) é tentar levar a civilização aos indígenas por meio da pregação evangélica, tendo em vista a melhoria da sociedade religiosa e política.
O Artigo 771 é incisivo em relação à responsabilidade missionária de bispos e sacerdotes nos territórios de sua jurisdição pastoral. Eles não devem atender apenas aos convertidos, mas se esforçar para “tirar os indígenas das trevas da infidelidade e chamá-los para Cristo”; conferir o batismo a crianças em risco de morte; solicitar assistência de Congregações religiosas de ambos os sexos para ajudar em obra tão vasta e difícil.
O Artigo 772 relembra que a experiência ensinara que o maior impedimento à propagação da fé entre os indígenas fora o desconhecimento das línguas nativas, sendo necessário fazer com que os padres destinados a essa missão ou que tivessem paróquias em cujo território ou arredores existissem indígenas, aprendessem a língua de cada etnia presente. E como houvesse quem não compreendesse a gravidade dessa obrigação, o Documento eclesial advertiu aos missionários com as mesmas palavras da Sagrada Congregação da Propaganda Fide, organismo da Igreja responsável pelas missões em todo o mundo. A Fide, por sua vez, recordara as palavras do apóstolo Paulo para fundamentar a importância dos agentes religiosos conhecerem as línguas nativas para terem uma boa comunicação com os povos: “Se vossa linguagem não se exprime em palavras inteligíveis, como se há de compreender o que dizeis? Estareis falando ao vento. De fato, há muitos idiomas diferentes no mundo e não há povo que não tenha o seu próprio idioma. Ora, se não conheço a força da linguagem, serei um bárbaro ou um estrangeiro para aquele com quem falo: e aquele que falar comigo será um bárbaro para mim (I Cor. 14, 9-11). O Documento eclesial menciona ainda, nesse Artigo 772, que nada fora tão desejado, recomendado e ordenado pela Igreja, com tanta frequência e em tantas instâncias, como a recomendação para que os missionários aprendessem as línguas dos povos para os quais fossem destinados a evangelizar.
O Artigo 773 enfatiza que as escolas fundadas para os indígenas batizados facilitariam o aprendizado das línguas indígenas pelos párocos e demais religiosos. Além destas, outras escolas deviam ser fundadas no próprio território nativo ou nos lugares ao redor dele. Desse modo, os filhos dos indígenas ou os indígenas recém-convertidos seriam instruídos nas letras humanas e os párocos e religiosos destinados à sua conversão praticariam melhor a língua daquela região.
Finalmente, o Artigo 774 recomenda a todos os bispos, padres-professores dos Seminários e párocos encarregados da conversão dos indígenas a leitura constante dos decretos e instruções da própria Santa Sé sobre a conversão e educação cristã dos indígenas, educação cristã dos adultos e batismo dos filhos de pais infiéis, considerando a importância de se banir os abusos que se infiltraram em algumas regiões.

## A música noConcílio Plenário da América Latina
No que se refere à atividade musical, as Constituições de 1707 determinaram “que nenhumas pessoas, eclesiásticas ou seculares, tanjam ou bailem, nem façam danças ou jogos profanos nas igrejas, nem em seus adros, nem se cantem cantigas desonestas ou cousas semelhantes”, decisão refletida em vários documentos eclesiásticos brasileiros subsequentes, até o início do século XX (CASTAGNA, 1999 e 2000, v.1).
O Concílio Plenário da América Latina, que substituiu as Constituições Primeiras do Arcebispado da Bahia (1707) como o máximo código jurídico-eclesiástico para o Brasil, incluiu o decreto De Musica Sacra que, apesar de sua amplitude, ainda manteve os ideais puristas do Concílio de Trento, especialmente na proibição dos idiomas vernáculos, do repertório sacro-popular e do canto feminino, com recomendações expressas à fidelidade dos textos litúrgicos, ao uso dos livros de canto aprovados pela Sagrada Congregação dos Ritos e ao caráter “grave, pio e distinto” da música sacra. Mesmo assim, o Concílio Plenário da América Latina marcou uma nova era no controle exercido pela Igreja Católica no país.
Paralelamente, em 22 de novembro de 1903 (pouco após a entrada em vigor do Concílio Plenário da América Latina), o Papa Pio X (eleito em 4 de agosto desse mesmo ano) fez publicar o Motu Proprio Inter pastoralis officii sollicitudines (Tra le sollecitudini), que acarretou o maior impacto na música sacra desde o Concílio Tridentino: o documento determinou, entre outros aspectos, que das igrejas fossem excluídas as bandas de sopros e todas as formas de composição musical aparentadas à ópera, admitindo somente a música composta com base na polifonia renascentista, principalmente na música de Giovanni Pierluigi da Palestrina (c.1525-1594).
O decreto De Musica Sacra do Concílio Plenário da América Latina manteve as determinações anteriores da Igreja Católica sobre música sacra, especialmente a Ordinatio quoad sacram musicen (1884) e a Quod sanctus Augustinus de Leão XIII (1894), além dos demais decretos da Sagrada Congregação dos Ritos e da Carta Encíclica Annus qui hunc de Bento XIV (1749). Foi mantida a proibição das mulheres nos coros, exceto nos mosteiros e conventos femininos.
Além da existência de um novo código jurídico eclesiástico no Brasil (o Concílio Plenário da América Latina, de 1899), a música sacra passou a ser regulada, em todo o mundo, diretamente pelo Motu Proprio de 1903 (reiterado em inúmeras determinações diocesanas brasileiras nos anos subsequentes), o que iniciou uma era de clara e intensa regulamentação da prática musical nas igrejas a partir das normas romanas e o progressivo abandono da forma de controle baseada no Concílio de Trento (reformado somente com a promulgação do Código de Direito Canônico de 1917). O Primeiro Sínodo da Diocese de Mariana realizado em 17 de julho de 1903, poucos meses antes da emissão do Motu Proprio de Pio X, foi o último documento diocesano do Sudeste brasileiro a determinar o controle da música nas igrejas a partir do Concílio de Trento, proibindo, entre outras, “quaisquer festividades que, sob o pretexto de devoção, se celebram com orgias ou danças, verbi gratia os congados, charolas, etc.”
As determinações sobre música do Concílio Plenário da América Latina foram revogadas não apenas pelo Motu Proprio de 1903, mas sobretudo pelo O Concílio Plenário do Brasil (1939), que tornou-se o primeiro código jurídico eclesiástico específico do Brasil.

## Documentos da Igreja Católica sobre música sacra
A Igreja Católica, desde a Idade Média, emitiu determinações sobre a música sacra, na forma de bulas, encíclicas (epístolas encíclicas ou cartas encíclicas), constituições, decretos, instruções, motu proprio, ordenações e outras. A maior parte dessas decisões foi local ou pontual, e apenas algumas tiveram caráter geral, dentre as quais estão, segundo Paulo Castagna, os doze conjuntos de determinações mais impactantes na prática musical, do século XIV ao século XX, excetuando-se destas as inúmeras instruções cerimoniais (ou rubricas) dos livros litúrgicos:
1. A Bula Docta Sanctorum Patrum de João XXII (1322)
2. O Decreto do que se deve observar, e evitar na celebração da Missa de 17 de setembro de 1562, da Seção XXII do Concílio de Trento
3. O Cæremoniale Episcoporum (Cerimonial dos Bispos), publicado por Clemente VIII em 1600, reformado por Bento XIV em 1752 e por Leão XIII 1886.
4. Os Decretos da Sagrada Congregação dos Ritos (1602-1909)
5. A Constituição Piæ sollicitudinis studio, de Alexandre VII (23 de abril de 1657)
6. A Carta Encíclica Annus qui hunc, do papa Bento XIV (19 de fevereiro de 1749)
7. A Ordinatio quoad sacram musicen, da Sagrada Congregação dos Ritos (25 de setembro de 1884)
8. O Decreto Quod sanctus Augustinus de Leão XIII (7 de julho de 1894), ratificado pela Sagrada Congregação dos Ritos como decreto n.3830
9. O Motu Proprio Inter pastoralis officii sollicitudines (Tra le sollecitudini) de Pio X (22 de novembro de 1903)
10. A Carta Encíclica Musicæ sacræ disciplina sobre a música sacra, do papa Pio XII (25 de dezembro de 1955)
11. A Instrução De musica sacra et sacra liturgia sobre música sacra e liturgia, do papa Leão XXIII, 3 de setembro de 1958
12. O Decreto Sacrosanctum Concilium sobre música sacra do Concílio Vaticano II (4 de dezembro de 1963)